# Пайот (Техас)
Пайот (англ. Pyote) — місто (англ. town) в США, в окрузі Ворд штату Техас. Населення — 72 особи (2020).

## Географія
Пайот розташований за координатами 31°32′17″ пн. ш. 103°7′21″ зх. д. / 31.53806° пн. ш. 103.12250° зх. д. (31.538066, -103.122483).  За даними Бюро перепису населення США в 2010 році місто мало площу 3,30 км², уся площа — суходіл.

## Демографія
Згідно з переписом 2010 року, у місті мешкало 114 осіб у 50 домогосподарствах у складі 31 родини. Густота населення становила 35 осіб/км².  Було 63 помешкання (19/км²).
Расовий склад населення:
| - 85,1 % — білих - 6,1 % — корінних американців - 0,9 % — чорних або афроамериканців - 6,1 % — осіб інших рас |

До двох чи більше рас належало 1,8 %. Частка іспаномовних становила 28,1 % від усіх жителів.
За віковим діапазоном населення розподілялося таким чином: 26,3 % — особи молодші 18 років, 58,8 % — особи у віці 18—64 років, 14,9 % — особи у віці 65 років та старші. Медіана віку мешканця становила 46,0 року. На 100 осіб жіночої статі у місті припадало 100,0 чоловіків;  на 100 жінок у віці від 18 років та старших — 95,3 чоловіків також старших 18 років.
Середній дохід на одне домашнє господарство  становив 59 119 доларів США (медіана — 52 500), а середній дохід на одну сім'ю — 73 991 долар (медіана — 68 125). Медіана доходів становила 48 000 доларів для чоловіків та 33 750 доларів для жінок. За межею бідності перебувало 1,5 % осіб, у тому числі 0,0 % дітей у віці до 18 років та 8,7 % осіб у віці 65 років та старших.
Цивільне працевлаштоване населення становило 59 осіб. Основні галузі зайнятості: сільське господарство, лісництво, риболовля — 25,4 %, транспорт — 16,9 %, фінанси, страхування та нерухомість — 15,3 %.